# Gustavo Salle
Gustavo Alberto Salle Lorier (Montevideo, 19 de marzo de 1958) es un abogado y político uruguayo, especializado en derecho penal. Es fundador y dirigente del Partido Identidad Soberana, cuyas candidaturas a la Presidencia y al Senado encabeza de cara a las elecciones de 2024. Anteriormente había sido candidato del Partido Verde Animalista en las elecciones de 2019. En febrero de 2025 asumió como diputado por el departamento de Canelones.

## Biografía
Nació el 19 de marzo de 1958, en una familia de clase media. Tiene dos hijos, Nicolle y Richard, de su matrimonio con Alba Pereira. 
Ha ejercido libremente la profesión de abogado penalista desde 1982.
Cobró notoriedad pública al haber realizado varias denuncias penales a integrantes de gobierno del Frente Amplio. En particular, denunció al entonces vicepresidente Raúl Fernando Sendic por "usurpación de título", y posteriormente se opuso al proyecto de la segunda planta de pasta de celulosa de la compañía finlandesa UPM II. También impulsó una campaña de recolección de firmas para plebiscitar un proyecto de reforma constitucional que dejaría sin efecto la ley N° 19210 o más conocida como ley de inclusión financiera, esta iniciativa no prosperó quedando lejos de las 260.000 firmas necesarias. También realizó una denuncia del Caso Fripur.
Salle siempre sintió simpatías por lo que se denomina izquierda alternativa.[cita requerida] Mientras que en un comienzo adhirió a la fundación del Frente Amplio y ayudó a fundar un comité de dicho partido antes de la dictadura cívico-militar, cuando en 2005 Tabaré Vázquez asumió su primera presidencia, Salle se separó del Frente Amplio y comenzó a negociar posibles alianzas con Asamblea Popular. A principios del año 2019, se integró al Partido Verde Animalista, por el cual se postula como candidato a presidente. En las elecciones internas de junio de 2019, su partido hubo superado el requisito de los 500 votos exigidos por la ley electoral uruguaya, por lo que participó de las elecciones generales de octubre de 2019. El exfiscal Enrique Viana iba a ser candidato a la Vicepresidencia, pero pronto se bajó de su candidatura para dedicarse a la actividad privada, siempre como socio profesional de Salle.
Después de su primera participación electoral se desvinculó del PVA, para buscar estructurar un nuevo partido político, Identidad Soberana, de corte antiglobalista, republicano, conservador, y anticorrupción.
A partir de 2020 empezó a captar mayor atención con base en organizar masivas manifestaciones antirestricciones frente a la pandemia de COVID-19, así como manifestaciones en contra de la coerción para la inoculación de la vacuna anti-COVID. En sintonía, ha despotricado contra el denominado "pase verde". Todo esto le llevó a ser notificado por el Ministerio del Interior.
A mediados del mismo año realizó una denuncia a la vicepresidente Beatriz Argimón, por la filtración de un audio, en el que Argimón dialogaba con Fernando Cristino sobre temas como el dealer de Luis (en referencia a Luis Lacalle Pou, presidente de la República) y sobre escuchas telefónicas.
Su carrera como activista y militante social ha estado repleta de episodios confrontativos frente a sucesos de carácter imperialistas, los cuales entiende han subyugado al Estado uruguayo. Entre los principales episodios, se encuentra el anecdótico pedido de extradición del ex secretario de Estado norteamericano Henry Kissinger, en el 2007.

## Controversias

### Opinión sobre la comunidad judía
Su adhesión a teorías conspirativas, incluida la judeo-masónica, y sus comentarios en apoyo a ellas han generado controversia. En octubre de 2024, tras ser elegido diputado nacional, se refirió al departamento de Maldonado, con una importante población judía, como «un territorio ocupado por el sionismo y un apéndice del gobierno de Israel». Sus declaraciones fueron recibidas con condena por instituciones de la comunidad judía uruguaya, una de las más prominentes de Latinoamérica.
Otra controversia surgió cuando tuiteó que «sería necesario investigar cómo el lobby judío incorporó a Cohen al GACH», en referencia al Dr. Henry Cohen Engelman, académico y médico que formó parte del comité asesor científico del gobierno (GACH) durante la pandemia de COVID-19. El Comité Central Israelita del Uruguay y la división uruguaya de la B'nai B'rith, junto con figuras como el expresidente Julio María Sanguinetti, condenaron el comentario e incluso pidieron medidas oficiales de la Fiscalía. Salle también se ha referido a la masonería como un «peón del judeosionismo» y la «cúspide» de la B'nai B'rith, y ha sido acusado de antisemita.

## Resultados electorales

### Elecciones parlamentarias
| Año  | Partido            | Votos  | % de votos | Diputados | Senadores | Observaciones |
| 2019 | PVA                | 19 392 | 0,80 %     | 0/99      | 0/30      | 9° puesto     |
| 2024 | Identidad Soberana | 65 796 | 2,69 %     | 2/99      | 0/30      | 4° puesto     |